# Négyzetre emelés
A négyzetre emelés azt jelenti, hogy a számot megszorozzuk önmagával. Ez egy egyváltozós művelet. A hatványozás speciális esetének tekinthető (második hatvány); a kitevőbe írt 2-vel jelölik.
Példa: öt a négyzeten vagy öt a másodikon:
{\displaystyle 5^{2}=5\cdot 5=25}
A négyzet elnevezés a geometriából ered: geometriai értelemben a négyzet szabályos négyszög, négy egyforma hosszú oldallal és négy derékszöggel. A négyzet területe megkapható oldalhosszának négyzetre emelésével.
A természetes számok négyzetei a négyzetszámok:
{\displaystyle 1^{2}=1;\;2^{2}=4;\;3^{2}=9;\;\ldots }
A szorzás fogalmának kiterjesztésével tetszőleges 
egész, racionális, 
valós vagy komplex szám megszorozható önmagával, azaz négyzetre emelhető. Még általánosabban, a négyzetre emelés értelmezhető bármely olyan 
struktúrában, ahol szorozni lehet, tehát csoportokban és gyűrűkben. Így lehet beszélni például mátrixok négyzetéről.
Tulajdonságai:
- Valós szám négyzete nem-negatív.
- Egy valós szám négyzete megegyezik ellentettjének négyzetével.
- Egész szám négyzete egész. Páros szám négyzete páros (sőt 4-gyel osztható), páratlan szám négyzete páratlan.

A valós számokon értelmezett {\displaystyle x\mapsto x^{2}} függvény másodfokú függvény. Grafikonja a normálparabola. A valós számok halmazán nem egy-egyértelmű, de a 
nem-negatív számok halmazán igen. Itt értelmezett inverze a négyzetgyökfüggvény:
{\displaystyle x\in \mathbb {R} _{0}^{+}\rightarrow {\sqrt {x}}}